# Laura Grande
Laura Grande Flores (23 de enero de 1973, Madrid) es una exjugadora española de baloncesto profesional. Su último club fue el CB Pío XII de Santiago de Compostela.

## Selección española
- Eurobasket 1993 ( Peruggia)
- Juegos Mediterráneos de 1993 ( Languedoc-Rosellón)